# 陶廉
陶廉（1497年—？），字敬甫，號汇溪，直隸當塗縣人，雲南曲靖衛軍籍，明朝政治人物。

## 生平
正德十四年（1519年）己卯科雲貴鄉試第十一名舉人。嘉靖八年（1529年）中式己丑科會試第七十一名，登第三甲第五十五名進士。授浙江德清县知县，十二年九月擢官刑部主事，十五年十月因张延龄案被逮问，降二级调外任，十八年任四川叙州府添注本府署富顺县事。二十一年任吉安府同知。

## 家族
曾祖陶鎔；祖父陶深；父陶仲儒，母孫氏。具庆下。弟陶唐、陶赓。